# Typhlomys
Typhlomys là một chi động vật có vú trong họ Platacanthomyidae, bộ Gặm nhấm. Chi này được Milne-Edwards miêu tả năm 1877. Loài điển hình của chi này là Typhlomys cinereus Milne Edwards, 1877.

## Các loài
Chi này gồm các loài:
- Typhlomys chapensis
- Typhlomys cinereus